# Бандурка Олександр Маркович
Олекса́ндр Ма́ркович Банду́рка (24 квітня 1937, Калинівка) — радянський та український державний діяч, політик, вчений, письменник, журналіст.

## Життєпис
Народився 24 квітня 1937 року в селі Калинівка, Городищенського району, Черкаської області, в сім'ї селянки та залізничника.
Закінчив Харківський інженерно-економічний інститут, Харківський юридичний інститут імені Ф. Е. Дзержинського та Академію МВС СРСР. 1958 року почав працювати економістом Дніпродзержинського металургійного заводу.
У 1958 році закінчив Харківський інженерно-економічний інститут, у 1963 році Харківський юридичний інститут імені Ф. Е. Дзержинського та у 1970 році Академію МВС СРСР.
З 1958 року почав працювати економістом Дніпродзержинського металургійного заводу.
Працював на слідчих, оперативних та керівних посадах в органах внутрішніх справ у Дніпродзержинську, Широкому, Софіївці, Нікополі Дніпропетровської області та у містах Дніпропетровську, Полтаві, Житомирі, Києві. Очолював Управління позавідомчої охорони МВС УРСР у 1983—1984 роках.
Начальник Управління внутрішніх справ Харківської області у 1984—1994 роках.
З 1959 року — на службі в органах МВС.
Начальник Управління внутрішніх справ виконкому Харківської обласної Ради народних депутатів у 1984—2004 роках.
Ректор Харківського національного університету внутрішніх справ у 1994—2003, 2010—2012 роках..
Ініціатор створення та перший ректор Харківського національного університету внутрішніх справ.
Одружений, має двоє дітей.

## Політична діяльність
З 1990 по 1994 — Народний депутат України 1-го скликання.
18 березня 1990 року обраний народним депутатом України у Дергачівському виборчому окрузі № 388, 2-й тур 53.72 % голосів, 8 претендентів.
У Верховній Раді України I скликання був членом комісії з питань правопорядку та боротьби із злочинністю.
З 1994 по 1998 — Народний депутат України 2-го скликання.
Квітень 1994 — обраний Народним депутатом України II скликання, 2-й тур, 70.11 % голосів, 5 претендентів.
З 1998 по 2002 — Народний депутат України 3-го скликання.
З 2002 по 2006 — Народний депутат України 4-го скликання, обраний по виборчому округу № 176
Харківська область. З 31 травня 2005 — в Народній партії.

## Літературна діяльність
Автор книжок «Генерал милиции советует и предупреждает», «Слідчий — моя професія», «350 років мого життя», «Інтерпол», «Автопортрет політика» (у 2-х книгах), «Смійтеся на здоров'я», «Мир преступлений в литературе и искусстве», багатьох монографій, підручників, посібників.

## Нагороди та звання
Нагороджений багатьма орденами та медалями різних країн. Відзначений різноманітними почесними званнями і преміями за миротворчу, наукову і політичну діяльність, а також працю в літературі і журналістиці.
Доктор юридичних наук, професор, академік Академії правових наук України. Заслужений юрист України.
Указом Президента України № 336/2016 від 19 серпня 2016 року нагороджений ювілейною медаллю «25 років незалежності України».